# Улица Реминес
Улица Ре́минес (латыш. Remīnes iela) — улица в Видземском предместье города Риги, в микрорайоне Тейка. Проходит от улицы Буртниеку до улицы Кегума.
Общая длина улицы составляет 320 метров. На всём протяжении имеет асфальтовое покрытие. Общественный транспорт по улице не курсирует.

## История
Улица Реминес появилась в 1929 году при застройке жилого района «Savs stūrītis» (рус. «Свой уголок»). Название улицы происходит, предположительно, от названия средневекового видземского замка Ремине. Переименований улицы не было.

## Прилегающие улицы
Улица Реминес пересекается со следующими улицами:
- Улица Буртниеку
- Улица Лаймдотас
- Улица Кегума